# رالف إدواردز (فلاح)
رالف إدواردز (بالإنجليزية: Ralph Edwards)‏ هو فلاح أمريكي، ولد في 1894 في كارولاينا الشمالية في الولايات المتحدة، وتوفي في 3 يوليو 1977 في برينس روبيرت في كندا.